# Motorrad-Europameisterschaft 1931
Die Titel der Motorrad-Europameisterschaft 1931 wurden beim VIII. Großen Preis der F.I.C.M. vergeben, der am 28. Juni 1931 bei Montlhéry (Frankreich) im Rahmen des 12ème Grand Prix de l'UMF im Autodrome de Linas-Montlhéry ausgetragen wurde.
Der Große Preis von Europa fand erstmals im Rahmen des Grand Prix der U.M.F. statt.
Die Rennen wurden, wie erwartet, von den britischen Fahrern und Herstellern dominiert. Ursprünglich waren in den vier Klassen 41 Fahrer gemeldet, jedoch traten nur 21 zu den Rennen an.

## Rennverläufe
Im 175-cm³-Rennen erreichten nur zwei Starter das Ziel. Nach ca. 250 Kilometern Renndistanz siegte der Brite Eric Fernihough auf Excelsior mit etwa 30 Sekunden Vorsprung auf den Belgier Yvan Goor auf DKW. Im Vorjahr in Belgien hatte es beim 175er-Lauf den umgekehrten Zieleinlauf gegen.

## Rennergebnisse
| Klasse  | Sieger                      | Zweiter                     | Dritter                             |
| ------- | --------------------------- | --------------------------- | ----------------------------------- |
| 175 cm³ | Eric Fernihough (Excelsior) | Yvan Goor (DKW)             | nur zwei Fahrer erreichten das Ziel |
| 250 cm³ | Graham Walker (Rudge)       | Paddy Johnston (Moto Guzzi) | G. Boudin (CTS)                     |
| 350 cm³ | Ernie Nott (Rudge)          | Stanley Woods (Norton)      | Fernand Renier (Velocette)          |
| 500 cm³ | Percy Hunt (Norton)         | Arthur Simcock (OK-Supreme) | Jimmie Guthrie (Norton)             |

## Verweise